# JSLint
JSLint (aus JS als Abkürzung für JavaScript und Lint) ist ein Programmierwerkzeug zur statischen Quellcode-Analyse von JavaScript-Quelltext, das von Douglas Crockford entwickelt wurde. JSLint ist selbst in JavaScript geschrieben und als Online-Tool sowie auch auf der Kommandozeile verfügbar.

## Funktionsumfang
JSLint untersucht JavaScript-Quelltext und gibt erklärende Nachrichten über problematische Stellen und deren ungefähre Lage im Quelltext zurück. Dabei werden einerseits echte Syntaxfehler und andererseits stilistische Schwachstellen und strukturelle Probleme aufgezeigt, die Programmierfehler sein können oder leicht zu solchen führen können. JSLint kann nicht sicherstellen, dass die Software korrekt abläuft, erleichtert jedoch die Problemanalyse. Der Umfang der Überprüfung kann konfiguriert werden, entweder über das Interface oder durch besondere Quelltextkommentare. Zu den Problemen, auf die JSLint hinweist, gehören unter anderem:
- Globale Variablen: JSLint erwartet, dass alle Variablen lokal sind und vor der ersten Verwendung deklariert werden. Ausnahmen können über Optionen konfiguriert werden, sodass JSLint beispielsweise die globalen Variablen akzeptiert, die in Webbrowsern zur Verfügung stehen, also window, document etc. Dadurch fallen Schreibfehler in Variablennamen leichter auf.
- JSLint erwartet, dass innerhalb von Kontrollstrukturen nur Blöcke verwendet werden, selbst wenn sie nur eine einzelne Anweisung enthalten. Verzichtet der Programmierer auf Blöcke, so kann es beim Erweitern des Quellcodes leicht passieren, dass die Struktur von Kontrollstrukturen versehentlich zerstört wird.
- Alle Anweisungen müssen mit einem Semikolon abgeschlossen werden, ein Umbruch langer Zeilen ist nur nach einem Operator erlaubt. Dies verhindert Fehler, die bei einem unerwarteten Wirken der automatic semicolon insertion auftreten können.
- Zuweisungen an Stellen, an denen eher ein Vergleich erwartet wird (bei Schleifen und bedingten Anweisungen), werden als Fehler erkannt.
- JSLint verbietet das „Durchrutschen“ in Case-Anweisungen, das ebenfalls leicht zu Fehlern führen kann.

## Lizenz
JSLint steht unter einer eigenen Lizenz, der JSLint License. Diese Lizenz ähnelt Lizenzen für freie Software, enthält jedoch eine Einschränkung, die eine Nutzung für „böse“ Zwecke verbietet. JSLint wird deshalb von der FSF und Debian als unfrei eingestuft.

## Alternativen
Seit 2011 gibt es mit JSHint von Anton Kovalyov eine Abspaltung, die es erlaubt, weniger streng als nach Crockfords persönlichem Stil zu prüfen.
Als freie Alternative unter der MIT-Lizenz entstand im Jahr 2013 ESLint von Nicholas C. Zakas. Nachdem er zu JSHint beigetragen hatte, entschied sich Zakas, mit ESLint ein neues Linting-Tool zu entwickeln, bei dem alle Regeln konfigurierbar sind, zusätzliche Regeln definiert und gegebenenfalls zur Laufzeit geladen werden können. ESLint unterstützt auch das Linting der neuesten Versionen von JavaScript, auch bekannt als ECMAScript 2015 und höher. Zwischenzeitlich bestanden JSCS und TSLint; beide wurden in ESLint integriert.